# 桐竹勘十郎
桐竹勘十郎（きりたけ かんじゅうろう）は、浄瑠璃の人形遣いの名跡。3代を数える。

## 初代
（生没年不詳）
江戸時代、桐竹姓の創始者と言われる。延宝時代に虎屋座の人形遣いで立ち役で人気になった。天和時代から元禄時代ごろまで活動。

## 2代目
（1920年1月5日 - 1986年8月14日）
佐賀県唐津市に生まれる。本名・宮永豊。1932年、高校卒業後2代目桐竹紋十郎に入門し桐竹紋昇を名乗る。1933年に初舞台。立ち役の人形遣いとして荒物に優れた。1951年、2代目勘十郎を襲名。1978年、国立劇場優秀賞を受賞。1982年、重要無形文化財保持者に認定される（人間国宝）。娘は女優の三林京子（落語家として3代目桂すずめ）。
墓所は天王寺法仙寺。戒名は「文楽院豊譽桐竹勘十居士」。

## 3代目
（1953年3月1日 - ）

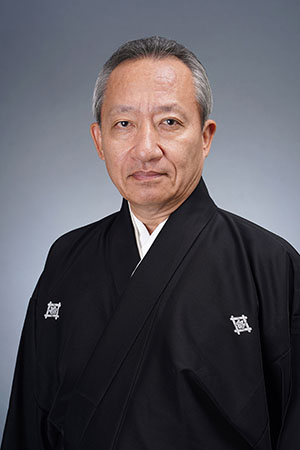
3代目

2代目の子として大阪市に生まれる。本名・宮永豊実。姉は女優の三林京子。1967年文楽協会人形部研究生となり1968年に3代目吉田簑助に師事し、吉田簑太郎を名乗り、4月に大阪毎日ホールで初舞台。師匠から女形の芸、父から男役の芸を学んだ。2003年、父の名を継いで3代目勘十郎を襲名。2008年、芸術選奨文部科学大臣賞受賞、紫綬褒章受章。2010年3月に日本芸術院賞受賞。2012年に大阪文化賞受賞。2013年4月より京都文教大学客員教授。2016年、毎日芸術賞受賞。
2021年、重要無形文化財保持者・人形浄瑠璃文楽人形の各個認定（いわゆる人間国宝）に認定される。